# Готра

Готра — понятие экзогамного рода или клана в Индии. Термин происходит от санскритского слова, означающего «загон для коров». Внутри готры все считаются братьями и сестрами, поэтому в рамках подготовки к заключению брака родственники выясняют готры будущих молодожёнов. В большинстве случаев готра патрилинейна, а иногда, как и сампрадая, возводится к личностям ведийского периода истории (см. Сапта-риши).
Готры Раджастхана: Абусария, Агрэ, Айчара.